# Tomasz Wiśniewski (działacz polityczny)
Tomasz Feliks Wiśniewski pseud. Szczęsny, Adam (ur. 11 grudnia 1897 w Siedliskach, zm. 19 czerwca 1980 w Rzeszowie) – działacz socjalistyczny i komunistyczny, uczestnik I wojny światowej, powstań śląskich i wojny domowej w Hiszpanii, oficer aparatu bezpieczeństwa PRL. Budowniczy Polski Ludowej.

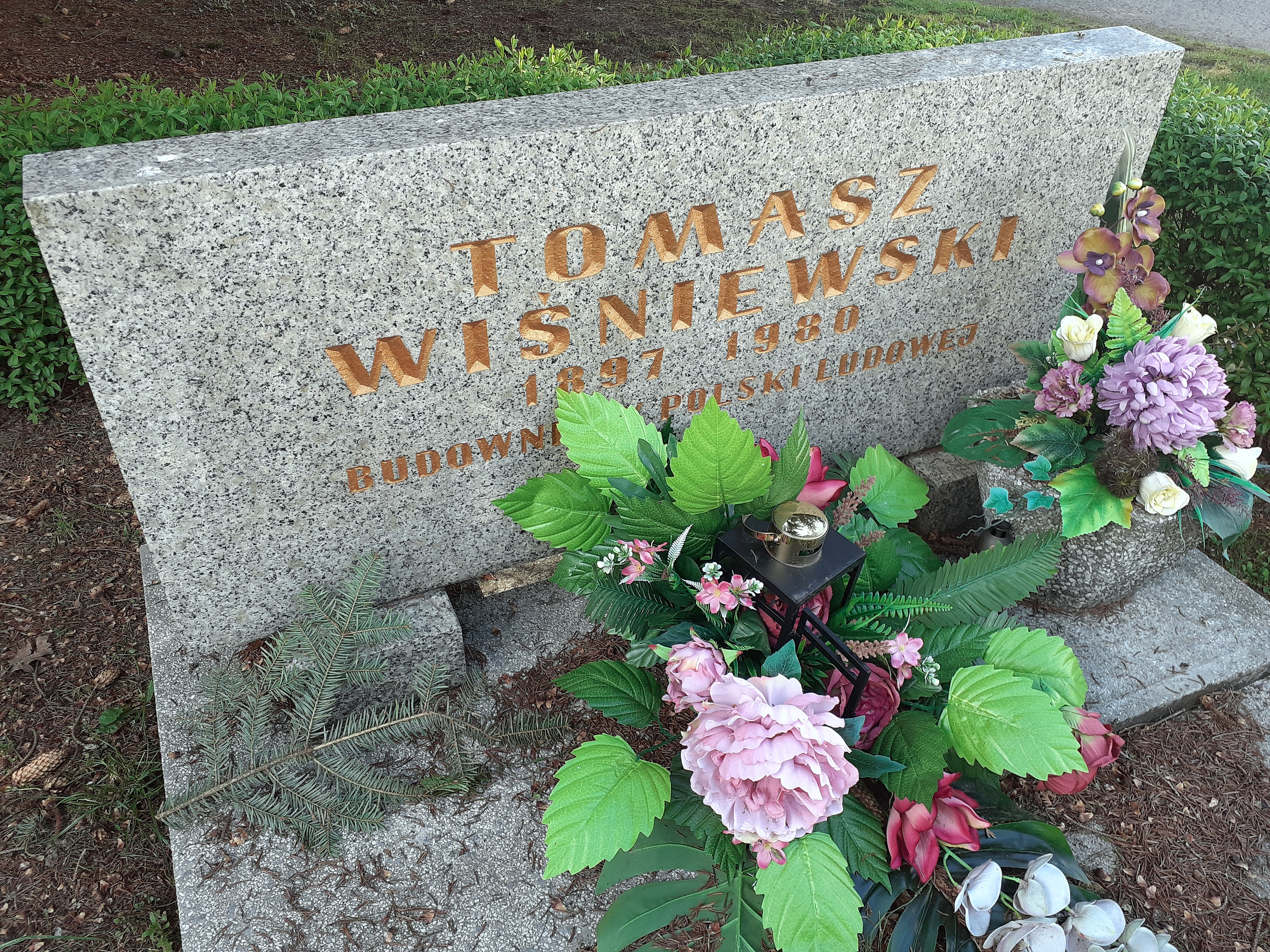
Nagrobek Tomasza Wiśniewskiego

## Życiorys
Syn Franciszka, pochodził z rodziny chłopskiej, był robotnikiem rolnym z zawodu. Po ukończeniu szkoły wyjechał na Śląsk i podjął pracę w kopalni. Podczas I wojny światowej służył w armii austro-węgierskiej jako kapral, następnie był sierżantem Wojska Polskiego. Brał udział w powstaniach śląskich. 
W pracy zaangażował się w ruch robotniczy, uczestniczył w strajkach, za co został zwolniony z pracy i aresztowany. W latach 1923–1926 należał do PPS. W 1927 powrócił w rodzinne strony. Od 1928 należał do KPP. Pod koniec 1928 z ramienia partii został skierowany do Zjednoczenia Lewicy Chłopskiej „Samopomoc”, gdzie został sekretarzem zarządu komitetu powiatowego w Rzeszowie zastępując Ferdynanda Tkaczowa. W 1929 wybrany sekretarzem dzielnicy Wiejskiej KPP Rzeszów. W 1930 uczestniczył w kongresie chłopskim w Berlinie, gdzie został aresztowany, po czym odesłany do Polski. Był członkiem Egzekutywy Podokręgu KPP Rzeszów, sekretarzem Podokręgu KPP Rzeszów, sekretarzem Podokręgu KPP Tarnów. Za wspieranie strajkujących grup chłopskich był więziony.
W latach 1937–1939 brał udział w wojnie domowej w Hiszpanii jako żołnierz i komisarz wojenny Brygadzie Międzynarodowej im. Jarosława Dąbrowskiego. Podczas walk został ranny. Po zakończeniu wojny w Hiszpanii udał się do ZSRR, gdzie przebywał do końca 1944. Był m.in. słuchaczem 7-miesięcznego kursu Kominternu. Działał w Związku Patriotów Polskich.
Po powrocie do Polski został działaczem PPR, później PZPR. Był organizatorem władzy ludowej na obszarze Rzeszowszczyzny. Był współorganizatorem Wojewódzkiego Zarządu Związku Samopomocy Chłopskiej w Rzeszowie. Był radnym Miejskiej Rady Narodowej (MRN) w Rzeszowie i członkiem Wojewódzkiej Rady Narodowej (WRN). Od 10 kwietnia 1945 kierował sekcją 5 Wydziału I WUBP w Rzeszowie, a 31 lipca 1945 został p.o. zastępcą kierownika tego urzędu. Od 5 stycznia 1946 zastępca szefa i p.o. szefa Wojewódzkiego Urzędu Bezpieczeństwa Publicznego w Rzeszowiew. 20 września 1946 przekazany do dyspozycji MBP, a 15 listopada 1945 zwolniony. W 1956 przeszedł na emeryturę. W późniejszych latach działał społecznie. Pełnił funkcję członka Komitetu Wojewódzkiego PZPR w Rzeszowie oraz Wojewódziej Komisji Kontroli Partyjnej. Był członkiem Rady Naczelnej ZBoWiD, a także Zarządu Okręgowego i Wojewódzkiego ZBoWiD w Rzeszowie.
Autor haseł w Słowniku biograficznym działaczy polskiego ruchu robotniczego.
Zmarł 19 czerwca 1980 i został pochowany w alei zasłużonych na cmentarzu Wilkowyja w Rzeszowie.

## Publikacje
- Z działalności rewolucyjnej Partii Chłopskiej na Rzeszowszczyźnie (lata 1924-1931) (Rzeszów, Komitet Wojewódzki PZPR, 1963)
- Ich życie to walka (współautorka: Aniela Czech; Rzeszów, Komitet Wojewódzki PZPR, 1963)

## Odznaczenia
- Order Budowniczych Polski Ludowej (1974)[5]
- Order Sztandaru Pracy I klasy
- Krzyż Komandorski Orderu Odrodzenia Polski
- Krzyż Kawalerski Orderu Odrodzenia Polski (uchwałą Prezydium KRN z 17 września 1946[6], udekorowany przez gen. Rotkiewicza 11 października 1946 w Rzeszowie[7])
- Order Krzyża Grunwaldu III klasy
- Wpis do „Księgi zasłużonych dla województwa rzeszowskiego” (1974)[8]
- Odznaka „Zasłużony dla województwa rzeszowskiego”
- odznaczenia państwowe, resortowe, związkowe, regionalne
- zagraniczne medale bojowe i pamiątkowe (radzieckie, czechosłowackie, bułgarskie)